# Scirtetellus
Scirtetellus is een geslacht van wantsen uit de familie van de Miridae (Blindwantsen). Het geslacht werd voor het eerst wetenschappelijk beschreven door Odo Reuter in 1890.

## Soorten
Het genus bevat de volgende soorten:

- Scirtetellus alashanensis Nonnaizab, Shi & Bao, 2006
- Scirtetellus bianchii Medvedeva, 1975
- Scirtetellus brachycerus Kerzhner, 1962
- Scirtetellus brevipennis (Reuter, 1879)
- Scirtetellus gudali Kiritshenko, 1951
- Scirtetellus kerzhneri Medvedeva, 1975
- Scirtetellus maculiventris (Kiritshenko, 1952)
- Scirtetellus micans Medvedeva, 1975
- Scirtetellus mongolicus Drapolyuk & Kerzhner, 1999
- Scirtetellus obscurus Medvedeva, 1975
- Scirtetellus pallidus Medvedeva, 1975
- Scirtetellus petrovi Simov, 2006
- Scirtetellus schamili Kiritshenko, 1951
- Scirtetellus seminitens Horváth, 1904
- Scirtetellus variabilis Medvedeva, 1975
- Scirtetellus vittatus Kiritshenko, 1951